# Radio Republik Indonesia

Huidig logo van RRI, gebruikt sinds 11 september 2023

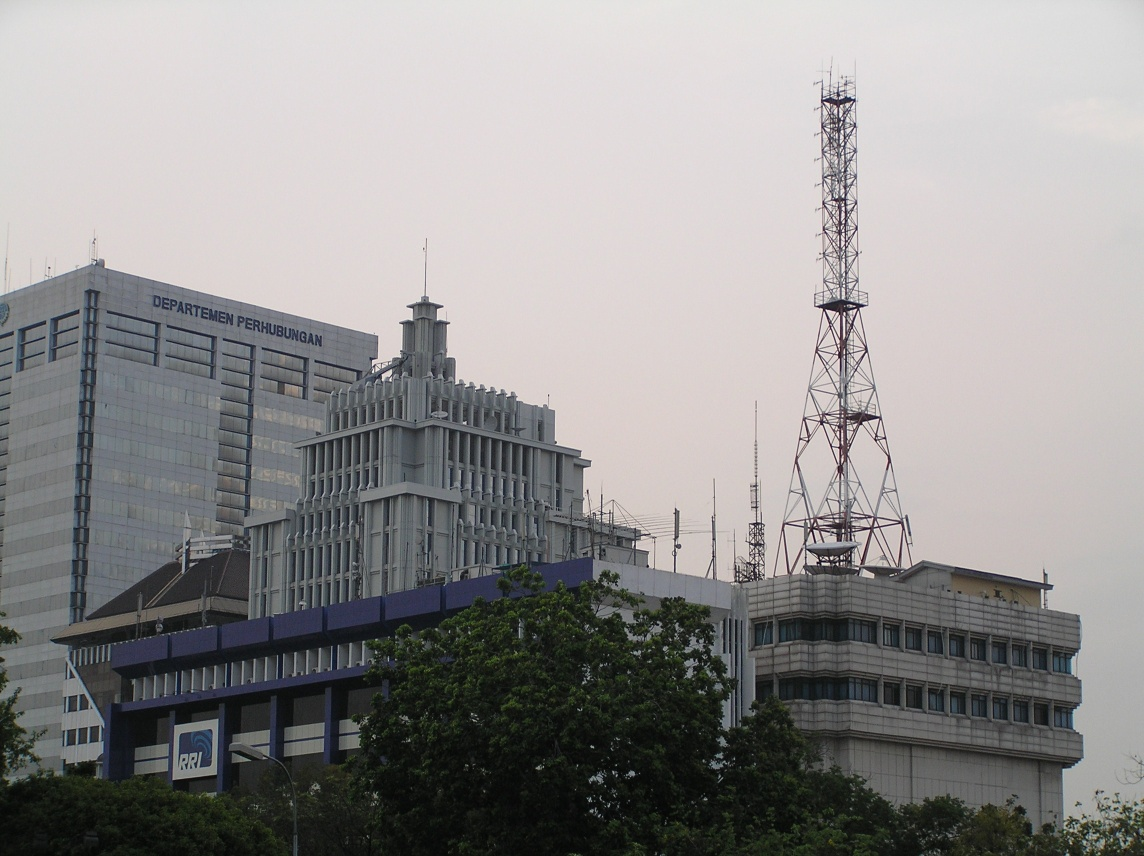
Het gebouw van de RRI in Jakarta

Radio Republik Indonesia (RRI) is de Indonesische publieke staatsradio. De dekking van de RRI bestrijkt de gehele Indonesische archipel met vier zenders, daarnaast is er ook een station dat bedoeld is voor het buitenland, de  Voice of Indonesia. De RRI werd opgericht op 11 september 1945 en maakte toen gebruik van het oude koloniale zendstation in Yogyakarta. Het hoofdkantoor is gevestigd in het centrum van Jakarta. 
De vier stations die door de RRI uitgebaat worden: 
- Pro 1 (algemene zender)
- Pro 2 (muziekstation dat zich vooral op jongeren richt)
- Pro 3 (Nieuws station)
- Pro 4 (Cultureel station)